# يان بويد
يان بويد (بالإنجليزية: Ian Boyd) هو عداء المسافات المتوسطة بريطاني، ولد في 8 ديسمبر 1933 في إبسوم في المملكة المتحدة.

## وصلات خارجية
- يان بويد على موقع أوليمبيديا (الإنجليزية)
- يان بويد على موقع اللجنة الأولمبية البريطانية (الإنجليزية)
- يان بويد على موقع اتحاد ألعاب الكومنولث (مؤرشف) (الإنجليزية)